# Mezmuizas avoti
Mezmuizas avoti este o arie protejată (arie specială de conservare — SAC, sit de importanță comunitară — SCI, arie de protecție specială avifaunistică — SPA) din Letonia întinsă pe o suprafață de 27,42 ha, integral pe uscat.

## Localizare
Centrul sitului Mezmuizas avoti este situat la coordonatele 57°06′05″N 24°47′56″E / 57.1014°N 24.7988°E.

## Înființare
Situl Mezmuizas avoti a fost declarat arie de protecție specială avifaunistică în decembrie 2002 pentru a proteja 5 specii de animale. Alte tipuri de protecție:
- sit de importanță comunitară (în mai 2004)
- arie specială de conservare (în mai 2004)[1][3][4]

## Biodiversitate
Situată în ecoregiunea boreală, aria protejată conține 5 habitate naturale: Pajiști uscate seminaturale și facies de acoperire cu tufișuri pe substraturi calcaroase (Festuco-Brometalia) (* situri importante pentru orhidee), Pajiști fino-scandinave uscate până la mezice, bogate în specii de altitudine mică, Izvoare fino-scandinave și mlaștini produse de izvoare bogate în minerale, Taiga vestică, Păduri pe pante, grohotișuri și ravene de Tilio-Acerion.
La baza desemnării sitului se află mai multe specii protejate:
- păsări (2): ciocănitoarea de stejar (Dendrocopos medius), ciocănitoare neagră (Dryocopus martius)
- mamifere (1): vidră de râu (Lutra lutra)
- nevertebrate (1): Osmoderma barnabita
- pești (1): cicar (Lampetra planeri)

Pe lângă speciile protejate, pe teritoriul sitului au mai fost identificate 3 specii de nevertebrate.